# Olga Tudorache
Olga Maria Tudorache (n. 11 octombrie 1929, Oituz, Bacău, România – d. 18 octombrie 2017, București, România) a fost o actriță română și profesor universitar la București.

## Biografie
Olga Tudorache s-a născut în 1929. A fost fiica lui Eusebiu Tudorache, pilot, mort la 33 de ani, într-un accident de aviație. În anul 1951 a absolvit Institutul de Teatru din București. Examenul de diplomă l-a susținut cu rolul Veta din piesa O noapte furtunoasă.

### Viața personală
A fost căsătorită cu actorul Cristea Avram, cu care are un fiu, Alexandru, stabilit în Statele Unite ale Americii.

## Cariera artistică
În septembrie 1951 a fost angajată la Teatrul Tineretului din București, unde și-a desfășurat activitatea neîntrerupt până în 1966, când teatrul a fuzionat cu Teatrul Nottara. La noul teatru, Teatrul Mic, a rămas angajată până în 1978. Din anul universitar 1976 a fost conferențiar universitar la Institutul de Artă Teatrală și Cinematografică I.L. Caragiale, la catedra de actorie, iar din 1978 cu funcția de bază aici. Din 1990 a devenit profesor universitar. În 1955 a debutat în film cu pelicula Directorul nostru, în regia lui Jean Georgescu. A avut șase promoții de actori, până la pensionare (1997). Retragerea efectivă din învățământ a avut loc în anul 2000.
Olga Tudorache, actrița cu o predispoziție gestuală, își amintea, ca pe un moment de cumpănă în cariera sa, lucrul la spectacolul Efectul razelor gamma asupra anemonelor de Paul Zindel, din 1977, în regia Cătălinei Buzoianu, care era foarte solicitant din punctul de vedere al numeroaselor acțiuni fizice ce trebuiau îndeplinite pe scenă, într-un interval de timp, relativ scurt. frenetismul cu care se desfășura activitatea îi bruia actriței ritmul, decuplându-i gândul de sentiment:
„Pentru mine, jocul cu obiectele în Razele gamma... a reprezentat un impediment imens. Aceste nenumărate acțiuni au şi constituit motivul unor neînțelegeri între mine şi regizoarea Cătălina Buzoianu, pentru că îi spuneam: „Bine, dar când mai am timp să şi joc ? Eu sunt obișnuită să fac o acțiune pe trei fraze, iar tu îmi ceri să fac șase acțiuni pe trei cuvinte ? Nu mai am timp să simt ceea ce joc, pentru că sunt alergată cu un bici din urmă, să ajung și pe scară, și sub scară, și sub masă, și să împart vorbele alea, să pară gândite, 
simțite; să trag de ele ca de o armonică, pentru ca în vreme ce le rostesc să ajung să fac atâtea: să mă leg cu un șal, să mă spăl pe dinți, să-mi scot șalul – și toate astea pe trei vorbe ! Am nevoie să diger o replică, o situație, s-o încasez, s-o înghit, să-i dau timpul ei de răsturnare în mine...”. Cătălina Buzoianu m-a convins însă că trebuia să oglindim lumea americană cu ritmul ei demențial de viață (și asta nu se putea obține cu „ritmuri moldovene”) și m-am căznit să fac tot ce mi-a cerut ea; până la urmă am realizat într-adevăr pe scenă un alt ritm de viață decât cel cu care suntem noi obișnuiţi. A fost un mare succes, dar spectacolul a ieșit cu greu și cu chin, cu greu ! (...) Eu m-am întâlnit cu un punct de vedere foarte diferit de al meu, dar m-am străduit să fac ceea ce mi s-a cerut și a ieșit bine; înseamnă că avea dreptate.”—Olga Tudorache, interviu

## Roluri în teatru

### Teatrul Tineretului din București
- 1951 – Dealul vrăbiilor de Alexei Simukov - rolul Valea (Valia)
- 1952 – Student în anul trei – rolul Katea (Katia)
- 1953 – De la patru în sus de H. Nicolaide – rolul Zinca
- 1953 – Simion Albac  de Th. Mănescu, rolul Valentina Peicu
- 1954 – Ani de pribegie de Aleksei Arbuzov, rolul Galina Sergheevna
- 1954 – Libelula de Nicoloz Baratașvili – rolul Makvala
- 1954 – David Copperfield de Charles Dickens – rolul Edith
- 1955 – Cadavrul viu de Tolstoi, rolul Mașa
- 1957 – Suflete tari de Camil Petrescu, rolul Ioana Boiu
- 1957 – la Teatrul Național din Craiova (colaborare): Tragedia optimistă de Vsevolod Vișnevski, rolul femeia comisar
- 1958 – Antigona de Sofocle, rolul Antigona
- 1959 – Tânara gardă de Maksim Fadeev, rolul Liubov Șevțova
- 1959 – Nila toboșara de Afanasi Salînski, rolul Nila
- 1960 – Ocolul pământului în 80 de zile de Pavel Kohout, rolul văduva
- 1961 – la Teatrul Nottara (colaborare): Antoniu și Cleopatra de Shakespeare, rolul Cleopatra
- 1964 – Vulpile de Lillian Hellman - rolul regina
- 1965 – Cinci schițe de Caragiale și Cântăreața cheală de Eugen Ionescu, rolul doamna Smith

### Teatrul Mic
- 1966 – Richard al II-lea de Shakespeare, rolul Ducesa de Gloucester
- 1968 – Tango de Sławomir Mrożek, rolul Leonora
- 1968 – Baltagul de Mihail Sadoveanu, rolul Vitoria Lipan
- 1969 – Maria 1714 de Ilie Păunescu, rolul Maria
- 1970 – Don Juan moare ca toți ceilalți de Teodor Mazilu, rolul Maria Magdalena
- 1970 – Emigrantul din Brisbane de Georges Schehade, rolul Ana
- 1970 – Premiera de John Cromwell, rolul Fany Ellis
- 1971 – Fata care a făcut o minune de William Gibson, rolul Keith Keiller
- 1971 – Cum se jefuiește o bancă de Samy Fayad, rolul văduva Altavilla
- 1972 – Vicleniile lui Scapin de Molière, rolul Geronte (travesti)
- 1972 - Cu cât cânt atîta sânt – Teatrul Țăndărică (nocturn)
- 1972 – la Teatrul din Brăila – regia spectacolului Ospățul scafandrilor de Ilie Păunescu
- 1972 – După cădere de Arthur Miller, rolul Rose
- 1973 – Stâlpii societății de Henrik Ibsen, rolul Lona Hessel
- 1974 – Philadelphia, ești a mea de Bryan Friel, rolul Madge
- 1975 – Cu cărțile pe față de Antonio Buero Vallejo, rolul Anita
- 1974 – Profesiunea domnei Warren de George Bernard Shaw, rolul Kitty Warren
- 1976 – Două ore de pace de Dumitru Radu Popescu, rolul Crina
- 1977 – Efectul razelor gamma asupra anemonelor de Paul Zindel, rolul Beatrice
- 1978 - Unchiul Vanea de Anton Cehov, rolul Maria Vasilievna
- 1978 - Nebuna din Chaillot de Jean Giraudoux, rolul Aurelie
- 1978 – la Teatrul Național București: Cavoul de familie de Pierre Chesnot, rolul Marie Saint Laurent,
- 1981 – Înaintea pensionării de Thomas Bernhard, rolul Vera Holler
- 1981 – Fluturi... fluturi de Aldo Nicolaj, rolul Edda
- 1983 – Richard al III-lea de Shakespeare, rolul Ducesa de Glouchester
- 1985 – la Teatrul Nottara (colaborare): Amintirile Sarah-ei Bernhardt de John Murrell, rolul Sarah
- 1985 – la Teatrul Giulești (colaborare): Să nu-ți faci prăvălie cu scară de Eugen Barbu, rolul Elena Domnișor
- 1986 – Aimez vous Brahms de Françoise Sagan, rolul Paula;

a făcut regia și dramatizarea; premieră. Jucat în Israel.
în Israel
- 1988 – Noapte bună, mamă! de Marsha Norman, rolul Thelma
- 1993 – la Teatrul Odeon, sala Pod (colaborare): Întâlniri în pădure de Ofelia Strahl, regia Cătălina Buzoianu, rolul Mama; turneu în Franța, jucat la Juvisy-sur-Orge, mai 1993, la Thèatre de l’Eclipse
- 1997 – la Teatrul Național București (colaborare): Regina mamă de Manlio Santanelli, rolul Regina
- 2000 – la Teatrul Mic (colaborare): Cimitirul păsărilor de Antonio Gala, rolul Emilia
- 2003 – la Teatrul Național București (colaborare): Noiembrie (Sărutul) de Ana Maria Bamberger, rol Marga, regia Alice Barb, premiera la Los Angeles, apoi Toronto (turneu de o lună în America siCanada)
- 2004 la Theatrum Mundi București (colaborare): Pește cu mazăre de Ana Maria Bamberger, rolul Mama și regia spectacolului.

## Spectacole regizate la Studioul Casandra
- Romeo și Janette de Anouilh și Trandafirul și coroana, în 1980, cu prima promoție
- Suflete tari de Camil Petrescu, în 1984, cu promoția a II-a
- Urmașul de C. Ottescu, cu promoția a III-a, în 1988.
- Lecția de engleză de Natașa Tanska, cu ultima promoție de studenți, 2000

## Filmografie
- Directorul nostru (1955)
- La „Moara cu noroc” (1957)
- Când primăvara e fierbinte, regia Mircea Săucan, 1960;
- Secretul cifrului (1960), regia Lucian Bratu;
- Tudor (1963)
- Cartierul veseliei (1965)
- Răpirea fecioarelor (1968)
- Răzbunarea haiducilor (1968)
- Mihai Viteazul (1971)
- Un zâmbet pentru mai târziu, regia Al. Boiangiu, 1974
- Mastodontul (1975)
- Serenadă pentru etajul XII (1976)
- Profetul, aurul și ardelenii (1978)
- Clipa (1979)
- Bietul Ioanide (1980)
- Dragostea și revoluția (1983)
- Prea cald pentru luna mai (1984)
- Vreau să știu de ce am aripi (1984)
- Surorile (1984)
- Domnișoara Aurica – regia Șerban Marinescu, 1986;
- François Villon – Poetul vagabond (1987)
- Balanța, regia Lucian Pintilie, 1991;
- Tusea și junghiul (1992) - Premiul UCIN
- Doi haiduci și o crâșmăriță, regia George Cornea, 1993
- Nostradamus, regia Roger Christian, 1993;
- Drumul câinilor, regia Laurențiu Damian; - Premiul UCIN
- O vară de neuitat, regia Lucian Pintilie, (1993)
- Femeia în roșu (1997)
- Faraonul, regia Sinișa Dragin, 2004
- Magnatul (2004)
- Cenușă și sânge (Cendres et sang), regia Fanny Ardant, 2009

## Colaborări la radio și televiziune
- Troienele (1967) de Jean-Paul Sartre, rolul Hecuba;
- Nunta însângerată de Federico Garcia Lorca
- Efectul razelor gamma asupra anemonelor (1977) - Beatrice
- Prețul succesului (1977) - soția lui Fein
- Trenul din zori nu mai oprește aici (1992) de Tennesee Williams, rolul Sisy.
- Gaițele de Alexandru Kirițescu (1993), rolul Fräulein;
- Patima roșie de Mihail Sorbul, rolul Tofana;
- Patima de sub ulmi de Eugene O’Neill, rolul Abbie;
- Năpasta de I.L. Caragiale, rolul Anca;
- Medeea de Euripide, rolul Medeea;
- Casa Bernardei Alba de Garcia Lorca, rolul Bernarda;
- Hedda Gabler de Ibsen, rolul Hedda;
- Macbeth de Shakespeare, Lady Macbeth;
- Galy Gay de Bertolt Brecht, rolul Molly;
- Neînțelegerea de Albert Camus, rolul Martha;
- Richard al III-lea de Shakespeare, regina Margareth;
- John Gabril Borckman de Ibsen, rolul Dna Borckman;
- Vlaicu Vodă de Alexandru Davila, rolul Doamna Clara;
- Neisprăvitul de Fonvizin, rolul Prostakova;
- Viața ce ți-am dat

## Premii și distincții

### Decorații
- Medalia Muncii (6 august 1956) „cu ocazia împlinirii a cinci ani de activitate a Teatrului Tineretului și pentru merite deosebite în activitatea artistică”[11]
- Ordinul Muncii clasa a III-a (10 august 1964) „pentru merite deosebite în opera de construire a socialismului, cu prilejul celei de a XX-a aniversări a eliberării patriei”[12]
- Ordinul național „Steaua României” în grad de Mare Ofițer (1 decembrie 2000) „pentru realizări artistice remarcabile și pentru promovarea culturii, de Ziua Națională a României”[13]

### În teatru
- Premiul I pe țară la cel de-al II-lea Concurs republican al tinerilor actori, pentru Domnișoara Nastasia de George Mihail Zamfirescu
- Premiul I pe țară la cel de-al treilea Concurs republican, în 1959, pentru interpretarea rolului Nila tobosara
- Premiul pentru cea mai buna interpretare a anului 1968, dat de CSCA, pentru Baltagul, rolul Vitoria Lipan
- Premiul I pentru interpretare la Festivalul Național de Teatru din 1969, pentru Baltagul și Maria 1714
- Premiul Amfora 1968 pentru cea mai buna interpretare a unui rol principal feminin din acea stagiune
- Premiul special al juriului pentru contribuția artistică și pedagogică deosebită la realizarea celui mai bun spectacol al Festivalului de Artă Contemporană, Brașov 1978, Efectul razelor gamma asupra anemonelor
- Premiul de interpretare feminină pe anul 1977 ex-aequo, acordat de A.T.M. Biroul de Critica dramatica, pentru Efectul razelor gamma asupra anemonelor
- Premiul pentru cea mai buna interpretare feminina de la Colocviul despre arta comediei, ediția a 3-a Galați, Nebuna din Chaillot, 1978
- Premiul revistei Săptămâna pentru 25 de ani de activitate teatrală, 1979
- Premiul I la Festivalul Național Cântarea României, ed. a V-a pentru Să nu-ți faci prăvălie cu scară de Eugen Barbu, rolul Elena Domnișor, anul 1985
- Premiul I la Festivalul dramaturgiei contemporane Brașov, 1986 pentru Elena Domnișor din Să nu-ți faci prăvălie cu scară
- Premiul special al juriului la Gala dramaturgiei românești actuale Timișoara 1987, cu Elena Domnișor
- Premiul revistei Flacara 1985
- Diploma de onoare a Săptămânii teatrului scurt, Oradea, ediția a 7-a 1988, pentru Noapte bună, mamă, rolul Thelma
- Premiul revistei Teatrul, 1988, pentru rolul Thelma din Noapte bună, mamă!
- Spectacolul REGINA MAMA a primit Diploma de onoare la Festivalul de Dramaturgie Contemporană – Brașov, decembrie 1997
- Premiul Fundației TOFAN pentru Cea mai importanta personalitate teatrală a anului 1997, decembrie 1997
- 2001 - Direcția Județeană pentru Cultură, Culte și patrimoniul Cultural Național Suceava acorda Diploma de onoare pentru înnobilarea scenei și ecranului românesc
- 2001 - Prefectura Județului Iași conferă Diploma de excelență
- 2001 - Municipiul București Sector 2 conferă Titlul de Doamna a scenei românești
- 2001 Consiliul General al Municipiului București acorda titlul de Cetatean de onoare al Municipiului București
- 2001 VÂRSTA DE AUR – Premiul special, distincție creată și decernată de Ion Antonescu, secretar de stat în Ministerul Culturii și Cultelor
- 2004 - Trofeul Festivalului Național de Teatru I. L. Caragiale
- 2006 - Doctor Honoris Causa, acordat, în ședință extraordinară, de către senatul Universității Naționale de Artă Teatrală și Cinematografică [14]
- 2013 - Decorația Regală „Nihil Sine Deo”, acordată de Alteța Sa Regală Principesa Margareta a României, în numele Majestății Sale Regelui Mihai I, la 18 mai 2013, într-o ceremonie desfășurată la Teatrul Mic. [15] [16] [17]

#### Premii ale Uniunii Teatrale din România (UNITER)
- Premiul pentru întreaga activitate, Gala Premiilor UNITER, 1995
- Premiul UNITER pentru Cea mai buna actriță în cadrul Galei Premiilor UNITER, pentru rolul din

spectacolul Regina mamă de Manlio Santanelli, martie 1999
- Diploma de popularitate, Gala Premiilor UNITER, 2002
- Premiul Criticii pentru Cea mai buna actriță a anului 1997, acordat de secția română a Asociației Internaționale a Criticilor de Teatru (AICT) – Fundația Teatrul XXI, pentru rolul din spectacolul REGINA MAMA de Manlio Santanelli, februarie 1998

### Premii în cinematografie
- 1992 - Uniunea Cineaștilor din România, Premiul pentru interpretare, rol principal feminin în Drumul câinilor și Tusea și junghiul
- 1996 - Diploma Opera Omnia, Uniunea Cineaștilor
- 2001 - Diploma Artistă de onoare a filmului românesc
- 2002 - Premiul de excelență, Centrul Național al Cinematografiei